# سیارک ۴۳۶۰
سیارک ۴۳۶۰ (به انگلیسی: 4360 Xuyi، نامگذاری:1964TG2) چهار هزار و سیصد و شصتمین سیارک کشف شده‌است که در ۹ اکتبر ۱۹۶۴ کشف شد.
قدر مطلق سیارک برابر ۳۶.۶ است.